# Josef Ladislav Turnovský
Josef Ladislav Turnovský (9. února 1838 Sobotka – 8. února 1901 Praha) byl český herec, novinář, spisovatel, překladatel a veřejný činitel. V mládí hrál nepříliš úspěšně divadlo s kočovnými společnostmi. Roku 1860 se oženil s Annou Forchheimovou-Rajskou, švagrovou Josefa Kajetána Tyla, a společně vychovávali Tylovy děti. Od roku 1866 žil v Praze a od 70. let působil jako novinář, zejména ve staročeských listech, a účastnil se zakládání a vedení vlasteneckých spolků. V letech 1887–1899 vykonával funkci ředitele kanceláře Ústřední matice školské. Byl autorem Tylova životopisu, divadelních her, povídek a pamětí. Současníci ho oceňovali pro rozsáhlou nezištnou činnost ve prospěch českého školství a kultury.

## Život
Narodil se v Sobotce 9. února 1838. Podle přání rodičů se měl stát obchodníkem, ale jako osmnáctiletý vstoupil do Prokopovy kočovné herecké společnosti, s níž cestoval po Čechách. Dne 27. dubna 1861 se v Jindřichově Hradci oženil s o šestnáct let starší Annou Forchheimovou-Rajskou (1821–1903), švagrovou a milenkou Josefa Kajetána Tyla. Manželé převzali do výchovy šest Tylových dětí, jejichž matkou byla sice Anna Forchheimová-Rajská, ale předtím je primárně vychovával Josef Kajetán Tyl s manželkou Magdalenou (rozenou Forchheimovou, sestra Anny).
V 60. letech pracoval v pražském Kobrově knihkupectví. Roku 1866 se vrátil k divadlu a s manželkou založil vlastní hereckou společnost; nebyla však úspěšná a pokus znamenal pro Turnovského finanční ztráty. Potom určitou dobu hrál u Muškovy společnosti, se kterou cestoval převážně po Moravě.
Již od 60. let se věnoval žurnalistice. Roku 1872 se stal redaktorem časopisu Slovan, o rok později vstoupil do redakce staročeského listu Pokrok. V roce 1880 se stal jeho redaktorem. Přátelil se s Josefem Barákem a psal fejetony do Národních listů. Aktivně se účastnil českých vlasteneckých aktivit – pořádal přednášky, psal brožury. Byl zakládajícím členem Ústřední matice školské, Národní jednoty severočeské a Národní jednoty pošumavské. Pracoval jako tajemník staročeského Českého klubu. V únoru 1882 přesvědčil karlínskou záložnu, aby věnovala 1000 zlatých ve prospěch Matice školské. V červnu 1883 pronesl slavnostní projev při odhalování pamětní desky Františka Karla Drahoňovského v Brandýse nad Labem.
Roku 1887 se z vlasteneckých pohnutek stal prvním ředitelem kanceláře Ústřední matice školské. Pro Matici to znamenalo krok k profesionalizaci – s rozvojem organizace narůstalo množství úkolů, které již nemohli zvládat dobrovolníci ve svém volném čase. Rozsáhlé povinnosti, spojené s touto funkcí, ale znamenaly, že se Turnovský musel vzdát výhodného redaktorského místa a prakticky skončil s literární tvorbou. Odstoupil roku 1899.
Zemřel na záduchu (astma), pohřben byl na Vyšehradě za účasti českých politiků, akademiků a spisovatelů.

## Význam a kontroverze

### Hodnocení
Turnovský byl svými současníky uznáván pro rozsáhlou nezištnou činnost ve prospěch českého národa. V mládí podporoval národní uvědomění v kočovném divadle, později jako novinář a spisovatel dokumentoval vývoj české kultury. V 80. letech se aktivně zapojil do spolků, bojujících proti odnárodňování menšin v jazykově smíšených oblastech. Podněcoval ostatní k činnému vlastenectví. Ze všeho neměl téměř žádný osobní prospěch.
Roku 1935 byla na jeho rodném domě v Sobotce odhalena pamětní deska.
Turnovský byl ale také v centru několika afér a kontroverzí:

### „Osobní bezpečnost“
18. srpna 1867 vyšel v Národních listech nepodepsaný článek Osobní bezpečnost. Nejmenovaný svědek v něm popisuje incident, kdy 15. srpna téhož roku jistý „pan T.“ vstoupil v mírně podnapilém stavu do restaurace Libušinka pod Vyšehradem a nechal si nalít pivo do plecháče. Poté zaplatil další pivo, které mu ale hostinský nepřinesl. Začal proto na sebe upozorňovat klepáním na plecháč. Hostinského to rozčílilo a s pomocí svých zaměstnanců se jej snažili vyvést. Když se to nepovedlo, zavolali četníka, který pana T. odvedl na strážnici. Policisté tam přítomní pak pana T. svázali do kozelce, nadávali mu („pse“, „darebáku“ apod.) a tloukli ho holí přes mříž cely. Následujícího dne byl pak zatčený předveden k soudu, který jej osvobodil, protože se ničeho nezákonného nedopustil. V závěru článku pak autor celou událost hodnotí jako pohrdání občanskými svobodami ze strany cislajtánských státních úřadů.
Článek vedl k trestněprávní žalobě na novináře J. L. Turnovského, F. Göbla Kopidlanského a Karla Tůmu pro pobuřování proti státním orgánům. Turnovský se v přípravném řízení přiznal, že článek napsal o sobě, Tůma zodpovídal za místní zprávy a Göbl-Kopidlanský byl v té době odpovědným redaktorem Národních listů. Předvolaní svědkové popřeli tvrzení v článku a soud dal za pravdu žalobě. Turnovský byl odsouzen k šestitýdennímu vězení za to, že poskytnutím informací k uveřejněnému textu neoprávněně hanobil a zesměšnil státní orgány. Göbl-Kopidlanský byl pro přestupek z nedbalosti (jako odpovědný redaktor povolil otištění závadného obsahu) odsouzen k pokutě 100 zlatých a propadnutí kauce ve výši 150 zlatých. Karel Tůma byl osvobozen. Soud neprokázal, zda celý článek napsal Turnovský nebo Tůma (ačkoli podezíraný byl spíše Turnovský), ani že o tom předem věděl odpovědný redaktor.

### Milionový pavilon

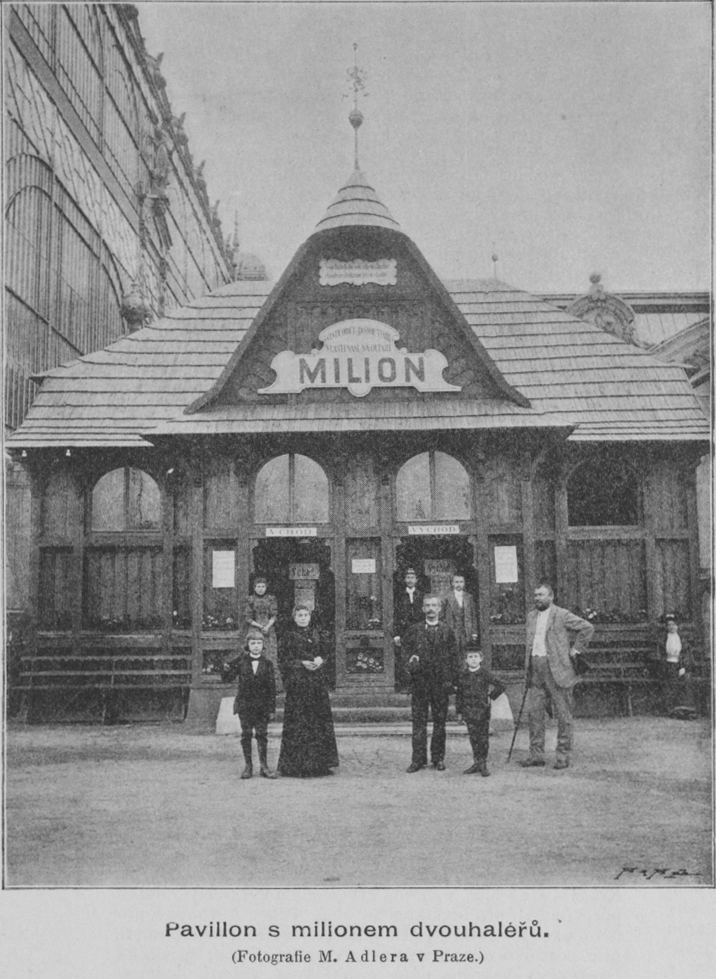
„Milionový pavilon“ na Národopisné výstavě 1895

Roku 1895 se v Praze konala národopisná výstava. Jednou z velmi propagovaných atrakcí se stal „Milionový pavilon“, v němž jeho majitelka Emanuela Geitlerová předváděla ve skleněné vitrině milion dvouhaléřových mincí ve 2500 sloupcích po 400 mincích. Články v tisku jej spojovaly s Ústřední maticí školskou, protože se prý majitelka rozhodla věnovat této organizaci značnou část vlastního výtěžku a vybírat do oddělené pokladny dobrovolné příspěvky. Paní Geitlerová byla uváděna jako významná vlastenka a její nápad s milionem jako záslužný počin.
Následujícího roku vyšel ve 40. čísle časopisu Česká stráž nepodepsaný článek (k autorství se přiznal Gustav Jaroš), který na základě konkrétních údajů dokládal zištné pohnutky paní Geitlerové a zpochybňoval výhodnost spolupráce s ní pro Matici. Paní Geitlerová se tímto článkem cítila poškozena a podala na jeho autora žalobu pro urážku na cti.
U soudu Gustav Jaroš nejprve vylíčil snahu paní Geitlerové, získat slevu z částky 500 zlatých, kterou se zavázala zaplatit Matici, poté pokračoval doložením nesrovnalostí při vykazování počtu návštěvníků a příklady agresívní reklamy, v níž se naznačovalo, že návštěva atrakce znamená příspěvek pro Matici. Vyslovil rovněž pochybnost o správném předání přeplatků na vstupném, které měly podle dohody plně připadnout Matici. Smlouva byla podle něj jednostranně výhodná pro paní Geitlerovou. Výslechem svědků (představitelů ÚMŠ) se prokázalo, že prakticky nebyla prováděna kontrola a navíc J. L. Turnovský umístil portrét paní Geitlerové na titulní stranu Věstníku, kam se obvykle dávaly jen podobizny zasloužilých mecenášů. Soud rozhodl ve prospěch novináře, čímž zároveň padlo špatné světlo na představitele Matice, kteří do té doby činnost paní Geitlerové naivně podporovali. Jan Herben v časopise Čas Turnovskému v té souvislosti později „doporučil“, aby se po této blamáži raději držel v pozadí (čímž spustil další kontroverzi, viz níže).

### Národní bouře na podzim 1897
Během národnostních nepokojů v Praze 30. listopadu 1897 vykřikl Turnovský z okna do davu: „Zachovejte jasnou mysl, buďte však vždycky připraveni k obraně!“
O několik dní později hostoval v pražském Národním divadle polský herec Roman Żelazowski. J. L. Turnovský při jeho představení z lóže vykřikl: „Ať žije Żelazowski! Nechť žije umělecká vzájemnost a všechna jiná shoda česko-polská!“, na což ostatní obecenstvo sborově odpovědělo „Ať žije!“.
Za oba projevy byl pak předvolán na policii, kde při delším výslechu potvrdil, že výrokem z okna se snažil uklidnit shromážděné, projev v divadle zase neměl žádný politický či pohoršující obsah.

### Spor s Janem Herbenem
17. prosince 1897 uveřejnil Herbenův časopis Čas krátký nepodepsaný článek, kriticky hodnotící Turnovského projev na podporu Poláků v Národním divadle. V poslední větě uváděl: „Na celé věci nelíbí se nám mimo jiné, že zrovna pan J. L. Turnovský stal se heroldem českopolské vzájemnosti. Jemu by od procesu pí. Geitlerové dobře slušelo, aby žil hodně v zátiší.“
Turnovského tento článek urazil a odpověděl na něj v Národních listech, Hlasu národa a Národní politice dopisem: „Vůči nectnému osobnímu útoku v Herbenově tiskovině vydávané pro dělání ostudy v národě českém opakuji, co jsem ve stejné příčině již přede dvěma lety prohlásil: že soudním stíháním nehodlám dělat reklamy zcela obyčejnému ničemovi. V Praze, 20. prosince 1897. J. L. Turnovský.“
Tentokrát se naopak urazil Jan Herben a podal na Turnovského žalobu. Soud dal za pravdu Turnovskému, protože jeho útok na „Herbenovu tiskovinu“ nelze pokládat za útok na Herbena jako osobu. Herben se odvolal, odvolací soud ale potvrdil původní rozsudek.

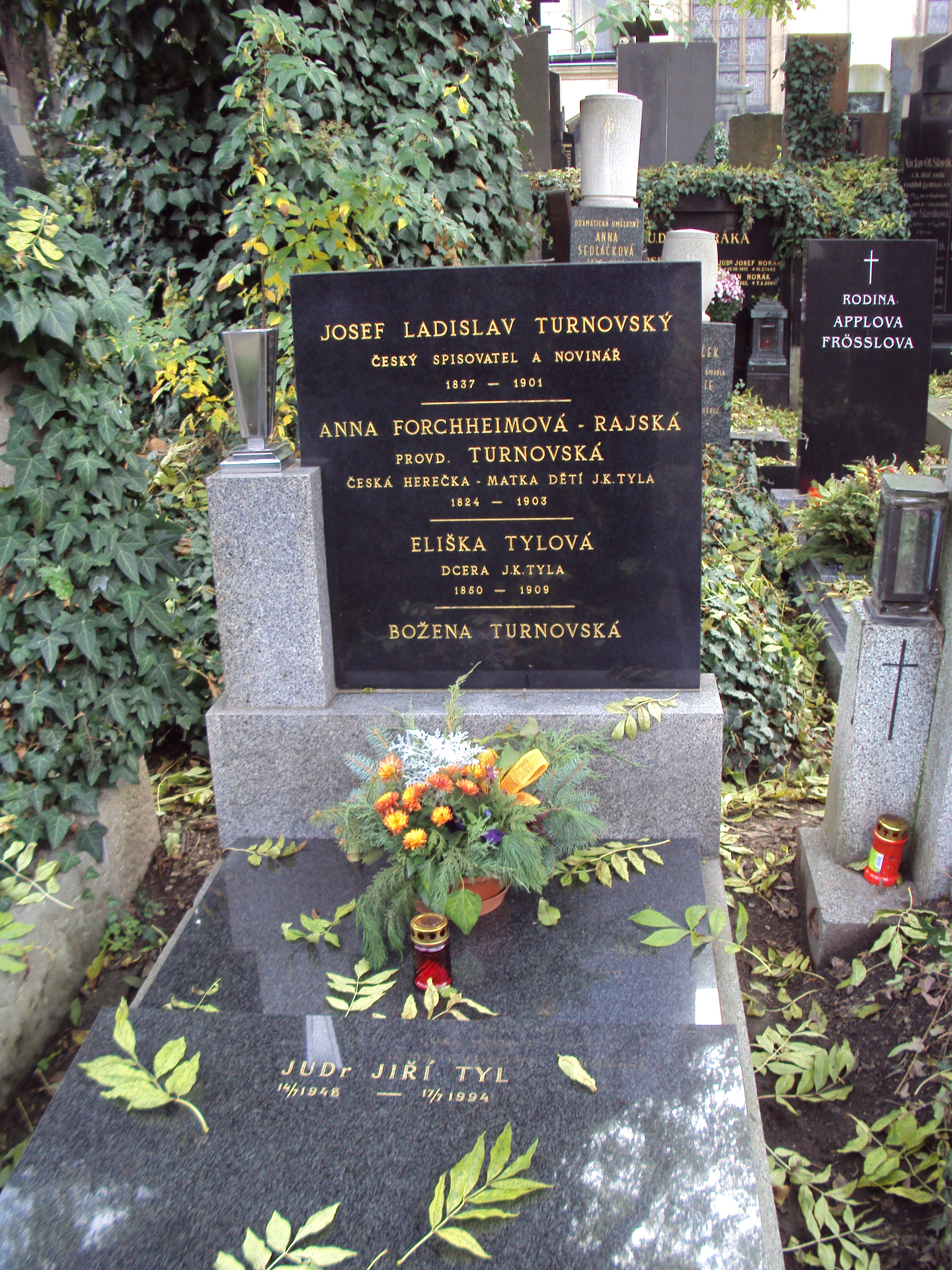
Hrob na Vyšehradském hřbitově

## Dílo
První povídku, Od jara do zimy, napsal v roce 1858. Knižně vydal:
- Švédové na Moravě : historická povídka z války třicetileté (1874) [30]
- František Palacký, jeho život a působení (1876)
- Jos. Kaj. Tyl : obraz životopisný (1878)
- O životě a působení Josefa Kaj. Tyla (1881) – velmi oceňované dílo, podrobný a čtivý životopis Josefa Kajetána Tyla na základě pramenů, které byly přístupné jen jemu[2] [31]
- Z potulného života hereckého (1882)
- Povídky a humoresky (1883) – sbírka šestnácti povídek, předtím otištěných v časopisech. Byly oceňované pro jasný a malebný styl, uhlazený jazyk a vlastenecké zaměření.[32] [33] [34]
- Putování po vlasti (1883) – zápisky z autorových cest, v nichž populární formou přibližoval přírodní a historické zajímavosti různých českých regionů[32]
- Z naší doby (1884)
- Kresby J.L. Turnovského (1887)
- Staří blázni (1893) – dramatizace povídky Josefa Štolby
- František Jaromír Rubeš : nástin životopisný (1894)
- Z Prahy do Svatojanských proudů : Příruční knížka pro výletníky (1898)
- Paměti starého vlastence (posmrtně 1901) Praha, nakladatel Alois Hynek

Překládal také zahraniční literaturu, např.:
- August von Kotzebue: Zmatek nad zmatek (1870, fraška) [35]
- Wilhelm Herchenbach: Helena (1874)
- Karl May: Na březích Nilu [36]
- Karl May: Satan a Jidáš
- Karl May: Krevní msta (1920) [37]